# Windy (Wetterdaten)

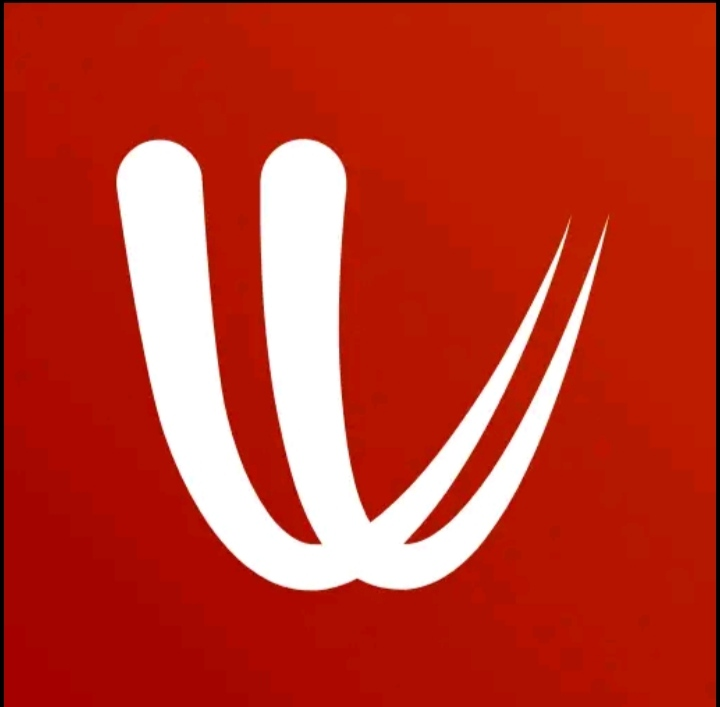
Logo

Windy ist ein tschechisches Unternehmen, das unter der Webseite windy.com online Wetterdaten anbietet.

## Geschichte
2014 wurde von Ivo Lukačovič die Webseite windyty.com gestartet, 2016 wurde der Name in windytv.com und 2017 in windy.com geändert.

## Datenquellen
Als Wettervorhersagemodelle benutzt Windy unter anderem:
| abk.      | Modell                                                   | von                            | Abdeckung          | Auflösung | Schichten | Gitterpunkte |
| --------- | -------------------------------------------------------- | ------------------------------ | ------------------ | --------- | --------- | ------------ |
| ECMWF     | Europäisches Zentrum für mittelfristige Wettervorhersage | ECMWF (EU)                     | global             | 9 km      |           |              |
| GFS       | Global Forecast System                                   | National Weather Service (USA) | global             | 9 km      | 128       |              |
| NEMS      | NOAA Environmental Modeling System                       | NOAA (USA)                     | global             |           |           |              |
| ICON      | Icosahedral Non‐hydrostatic                              | Deutscher Wetterdienst (DE)    | global             | 13 km     | 90        | 265 Mio.     |
| ICON-EU   | Icosahedral Non‐hydrostatic                              | Deutscher Wetterdienst (DE)    | Europa             | 6,5 km    | 60        | 39,5 Mio.    |
| ICON-D2   | Icosahedral Non‐hydrostatic                              | Deutscher Wetterdienst (DE)    | DE, AT, CH u. a.   | 2,1 km    | 65        | 35 Mio.      |
| AROME     |                                                          | Météo-France (FR)              | FR, DE, GB, ES, IT | 2,5 km    |           |              |
| METEOBLUE |                                                          | (CH)                           | global             |           |           |              |

## Anwendung
Die Darstellung erfolgt über eine große Wetterkarte, die Wetterparameter wie etwa Temperatur, Niederschlag, Windrichtung, Windstärke, aber auch z. B. Wellenhöhe einschließt.
Über eine Zeitleiste lassen sich die Wetterdaten von einem bestimmten Zeitraum ablesen.
Im Jahre 2019 führte das Unternehmen Applikationen für iOS und Android, Stand 2015 arbeiten nach Eigenangaben 15 Mitarbeiter für den Dienst.

## Belege
1. ↑  Blogeintrag von Ivo Lukačovič über die Entstehung von windy.com
2. ↑  About Windy. 22. September 2015, abgerufen am 26. April 2020.